# Джон Фанти
Джон Фанти (на английски: John Fante) е американски сценарист и писател на произведения в жанра социална драма и комедия.

## Биография и творчество
Джон Фанти е роден на 8 април 1909 г. в Денвър, Колорадо, САЩ, в семейството на италианските емигранти Никола Фанти от Торичела Пелиня (Абруцо) и Мери Каполунго, ревностна католичка от лукански произход, родена в Чикаго. Баща му е зидар и каменоделец, който е алкохолик и хазартен играч, поставяйки семейството си в постоянна бедност. Джон учи в различни католически училища в Боулдър, Колорадо. Започва да следва в Университета на Колорадо, който напуска през 1929 г. и тръгва на автостоп до Лос Анджелис, за да преследва писателска кариера.
Прави много неуспешни опити за публикуване на разкази в престижното списание The American Mercury, докато накрая разказът му „Момче от олтара“ е приет от редактора на списанието Х. Л. Менкен. С помощта на Менкен, през 1938 г. е издаден първият му роман „Изчакай до пролетта, Бандини“ от поредицата „Сага за Артуро Бандини“. Голяма част от книгата се фокусира върху главната улица и площад „Пършинг “ в центъра на Лос Анджелис, където бедния писател, главният герой Артуро Бандини, се опитва да преживее и да пише в епохата на Голямата депресия.През 1989 г. романът е екранизиран в едноименния филм с участието на Джо Мантеня, Фей Дънауей и Бърт Йънг. 
През 1939 година е издаден неговият най-известен роман, полу-автобиографичният „Питай прахта“, втората книга от поредицата. Главният герой продължава да живее в западнал хотел в Лос Анджелис и е успял да публикува един разказ в малко местно списание. Той се запознава със сервитьорката Камила Лопес и между тях разцъфтяват странните и напрегнати цветя на любовта и омразата тласкайки ги към царството на лудостта. През 2006 г. романът е екранизиран в едноименния филм с участието на Колин Фарел, Салма Хайек и Доналд Съдърланд.
В романа си „Мечти от „Банкър хил“ от 1982 г. героят му Артуро Бандини изкарва прехраната си като сервитьор, но има желанието и хъса да бъде писател, което постига с неистов труд.
В ранните години на своята кариера Фанти пише и публикува много разкази, а първият му сборник от тях, Dago Red, е издаден през 1940 г.
Започвайки от 50-те години на ХХ-ти век, Фанти изкарва прехраната си предимно като сценарист, изграждайки доходоносна кариера и пишейки предимно непродуцирани сценарии. Първият му екранизиран сценарий е комедийната драма „Пълен с живот“ от 1956 г., базирана на едноименния му роман от 1952 г., в която участват Джуди Холидей и Ричард Конти, и получила номинация за най-добра американска комедия. Той е и съавтор на сценария по романа на Нелсън Алгрен за филма „Разходка по дивата страна“ от 1962 г. с участието на Джейн Фонда във втората ѝ призната филмова роля.
На 31 юли 1937 г. се жени за поетесата Джойс Смарт в Рино, Невада. Имат четири деца, включително писателя Дан Фанти. Живял е в квартал „Банкър хил“ в центъра на Лос Анджелис. Джон Фанти е диагностициран с диабет през 1955 г., което в крайна сметка му коства зрението и води до ампутацията на пръстите на краката и стъпалата през 1977 г., а по-късно и на краката. Последната си книга, „Мечти от „Банкър хил“, диктува сляп на съпругата си.
Джон Фанти умира от пневмония на 8 май 1983 г. в Лос Анджелис. Посмъртно получава награда за цялостно творчество от литературното общество на Лос Анджелис „РЕМ“. През 2009 г. на негово име е кръстен площад в Лос Анджелис.

## Произведения

### Самостоятелни романи
- Full of Life (1952)[1][2][3][4]
- The Brotherhood of the Grape (1977)
- 1933 Was a Bad Year (1985)

### Поредица „Сага за Артуро Бандини“ (The Saga of Arturo Bandini / Bandini Quartet)
по ред на издаване, The Road to Los Angeles хронологично е втора от поредицата, и е издадена посмъртно
1. Wait Until Spring, Bandini (1938)[1][2][3]
2. Ask the Dust (1939)
Питай прахта, изд. „Пулсио“ (2006), прев. Богдан Русев, предговор Чарлс Буковски
3. Dreams from Bunker Hill (1982)
Мечти от „Банкър хил“, изд. „Обединени издатели“ (1998), прев. Елика Рафи
4. The Road to Los Angeles (1985)

### Сборници с разкази
- Dago Red (1940) – издаден и като The Wine of Youth[1][2][3]
- West of Rome (1986)
- The Big Hunger (2000)
- The John Fante Reader (2002)

### Екранизации
- 1956 Full of Life – сценарий, с Джуди Холидей и Ричард Конти
- 1957 Jeanne Eagels – сценарий, с Ким Новак и Джеф Чандлър
- 1959 Westinghouse Desilu Playhouse – тв сериал, 1 епизод
- 1959 Lux Playhouse – тв сериал, 1 епизод
- 1961 Il re di Poggioreale – сценарий, с Ърнест Боргнайн и Ивон Сансон
- 1962 Walk on the Wild Side – сценарий, с Лорънс Харви, Капуцин и Джейн Фонда
- 1962 The Reluctant Saint – с Максимилиан Шел, Леа Падовани и Аким Тамиров
- 1962 Going My Way – тв сериал, 1 епизод
- 1963 My Six Loves – сценарий, с Деби Рейнълдс и Клиф Робъртсън
- 1963 The Richard Boone Show – тв сериал, 1 епизод
- 1966 Maya
- 1964 – 1967 Insight – тв сериал, 2 епизода
- 1968 Something for a Lonely Man – тв филм
- 1989 Wait Until Spring, Bandini – с Джо Мантеня, Фей Дънауей и Бърт Йънг
- 2001 A Sad Flower in the Sand
- 2006 Питай прахта, със Салма Хайек, Колин Фарел и Доналд Съдърланд
- 2019 Mon chien Stupide – по разказа My Stupid Dog

## За него
- John Fante & H. L. Mencken (1989) – кореспонденция[1]
- Selected Letters, 1932 – 1977 (1991) – кореспонденция
- Full of Life: A Biography of John Fante (2000) – от Стивън Купър
- A Family's Legacy of Writing, Drinking, and Surviving (2011) – от Дан Фанти